# 2009年費城費城人隊球季
2009年費城費城人隊球季是該隊成軍以來的第127個球季。本季是費城人隊主場搬遷至市民銀行球場的第六季，同時他們也是本季世界大賽的衛冕軍，並在查理·曼紐爾執教下於4月5日進行開幕戰。在國聯東區三連霸後，費城人隊又以二連霸國聯龍頭首開隊史紀錄；然而他們在2009年世界大賽中敗給紐約洋基隊，衛冕失敗。

## 外部連結
- 2009 Philadelphia Phillies season （页面存档备份，存于） at Baseball Reference
- Philadelphia Phillies' official website （页面存档备份，存于）